# 趙陶斎
趙 陶斎（ちょう とうさい、正徳3年（1713年） - 天明6年4月20日（1786年5月17日））は、江戸時代中期の書家である。
名は養、字を仲頤、号は陶斎、他に息心居士、枸杞園、清嘩閣等がある。長崎生まれ。

## 生涯
趙淞陽という清国南京の来舶商人が丸山遊廓に遊び、陶斎はこの中国人と花魁との間に生まれた。趙子昂の末裔ともいわれる。幼くして孤児となり不遇な生い立ちでは会ったが、清の帰化僧竺庵浄印が長崎の東明山興福寺に来たとき、竺庵に目をかけられこれに入門。11歳で僧となる。享保19年（1734年）に竺庵が黄檗宗本山である宇治萬福寺の堂頭になったため、一緒に京都に上る。28歳までの18年間僧籍にあったが、元文5年頃になんらかの事情で還俗して儒者となった。諸国を遊歴すること、東西南北58ヶ国に及んだという。32歳頃に江戸に出て麻布などに住んで十数年を過ごした後、46歳頃に大坂の中国通詞深見久兵衛方に身を寄せる。塩町に住み妻帯し一時期、内田氏（妻側の氏と推定）を名乗る。58歳頃に堺に移り益田孟文というパトロンの別邸に起居し、売薬などをして生計を立てている。このとき裏庭に枸杞を植え枸杞園と称しており、その実を丸薬として調合し生計の足しとしていた。65歳のときに娘を授かっている。70歳を祝して福家という料亭で盛大な賀宴が催されている。
享年74。増山雪斎が儒官十時梅厓を堺に派遣して葬儀を取り仕切った。南宗寺本源院に葬られる。

## 書
陶斎は書画、篆刻に優れた。はじめ禅僧 竺庵より唐風の書法を習い、やがて文徴明や趙孟頫に私淑し、晩年は米芾に傾倒した。先哲の書法を学ぶため、書帖や墨跡を集め臨模に努めた。大坂に移り住んだ頃から書家として名声があがり、「唐様」の第一人者として人気を博し多くの門弟が集った。頼春水、木村蒹葭堂、十時梅厓、伊勢長島藩主増山雪斎・森田士徳などが著名な文人がその門下となっている。後年江戸の書家 市河米庵は陶斎の書には和習（和臭）がないとして第一の書家に掲げた。頼山陽も独立性易・北島雪山と並べ上等の評価を与えている。

## 人物・エピソード
- 有職故実にも精しく、あたかも武士のような振る舞いだったという。
- 奉行所や官吏を畏れず傲然とした態度を示したという。
- 彦根侯に召されて屏風を描いたとき、潤筆料が支払われ絵師として扱われたことに憤慨して屏風を破って帰ってしまった。
- 弟子の森田士徳は師の陶斎を酒に酔わせ、金糸で飾り立てた軸を並べて師に揮毫させて、人気のある書を大量に手に入れていたという。
- 中国語はほぼ母国語として会話することができた。
- 仏門にあっても肉食し酒をこよなく愛した。
- 筆まめで、随想集を多く遺している。『趙陶斎筆記』・『陶斎先生日記』など。
- 晩年は狷介さが目立った。